# ATP Challenger Pune
Das ATP Challenger Pune (offizieller Name: Maha Open) ist ein Tennisturnier in Pune, Indien, das 2014 zum ersten Mal ausgetragen wurde. Es ist Teil der ATP Challenger Tour und wird auf Hartplatz ausgetragen.

## Liste der Sieger

### Einzel
| Jahr                         | Sieger            | Finalgegner          | Ergebnis        |
| ---------------------------- | ----------------- | -------------------- | --------------- |
| 2025                         | Dalibor Svrčina   | Brandon Holt         | 7:63, 6:1       |
| 2024                         | Valentin Vacherot | Adam Walton          | 3:6, 7:65, 7:65 |
| 2023                         | Max Purcell       | Luca Nardi           | 6:2, 6:3        |
| 2020–2022: nicht ausgetragen |                   |                      |                 |
| 2019                         | James Duckworth   | Jay Clarke           | 4:6, 6:4, 6:4   |
| 2018                         | Elias Ymer        | Prajnesh Gunneswaran | 6:2, 7:5        |
| 2017                         | Yuki Bhambri (2)  | Ramkumar Ramanathan  | 4:6, 6:3, 6:4   |
| 2016                         | Sadio Doumbia     | Prajnesh Gunneswaran | 4:6, 6:4, 6:3   |
| 2015                         | Yuki Bhambri (1)  | Jewgeni Donskoi      | 6:2, 7:64       |
| 2014                         | Yūichi Sugita     | Adrián Menéndez      | 6:71, 6:4, 6:4  |

### Doppel
| Jahr                         | Sieger                                             | Finalgegner                           | Ergebnis           |
| ---------------------------- | -------------------------------------------------- | ------------------------------------- | ------------------ |
| 2025                         | Jeevan Nedunchezhiyan Vijay Sundar Prashanth (3)   | Blake Bayldon Matthew Romios          | 3:6, 6:3, [10:0]   |
| 2024                         | Tristan Schoolkate Adam Walton                     | Dan Added Chung Yun-seong             | 7:64, 7:5          |
| 2023                         | Anirudh Chandrasekar Vijay Sundar Prashanth (2)    | Toshihide Matsui Kaito Uesugi         | 6:1, 4:6, [10:3]   |
| 2020–2022: nicht ausgetragen |                                                    |                                       |                    |
| 2019                         | Purav Raja (2) Ramkumar Ramanathan (2)             | Arjun Kadhe Saketh Myneni             | 7:63, 6:3          |
| 2018                         | Vijay Sundar Prashanth (1) Ramkumar Ramanathan (1) | Hsieh Cheng-peng Yang Tsung-hua       | 7:63, 6:75, [10:7] |
| 2017                         | Tomislav Brkić Ante Pavić                          | Pedro Martínez Adrián Menéndez        | 6:1, 7:65          |
| 2016                         | Purav Raja (1) Divij Sharan                        | Luca Margaroli Hugo Nys               | 3:6, 6:3, [11:9]   |
| 2015                         | Gerard Granollers Adrián Menéndez                  | Maximilian Neuchrist Divij Sharan     | 1:6, 6:3, [10:6]   |
| 2014                         | Saketh Myneni Sanam Singh                          | Sanchai Ratiwatana Sonchat Ratiwatana | 6:3, 6:2           |